# La favorita del maresciallo
La favorita del maresciallo (The Gallant Blade) è un film del 1948 diretto da Henry Levin.

## Trama
La Guerra dei Trent'anni è ormai finita e il popolo francese spera di vivere in pace e con lui il Generale Cadeau che vede come il paese sia stanco e provato. Sui suoi piani di pace si mette però il Maresciallo di Francia che lo spedisce con l'inganno in Spagna perché concepisca altri piani di guerra. Mentre è in viaggio si trova a salvare anche Nanon De Lartigues senza immaginare nemmeno lontanamente che è la fidanzata del Maresciallo.